# Port protokołu
Port protokołu lub numer portu protokołu – liczba, która pozwala unikalnie identyfikować różne, specyficzne procesy wymiany danych pomiędzy różnymi komputerami za pośrednictwem Internetu. Numery portów reprezentowane są przez liczby naturalne z zakresu do 65535 ({\displaystyle 2^{16}-1}). Niektóre numery portów (od 0 do 1023) są określone jako ogólnie znane (ang. well known ports) oraz zarezerwowane na standardowo przypisane do nich usługi, takie jak np. WWW czy poczta elektroniczna. Dzięki temu można identyfikować nie tylko procesy, ale ogólnie znane usługi działające na odległych systemach. Można więc powiedzieć, że numer portu to identyfikator danej usługi. Numery od 1024 do 49151 są określone przez Internet Assigned Numbers Authority (IANA) jako zarejestrowane, (ang. registered), a od 49152 do 65535 jako dynamiczne/prywatne, (ang. dynamic/private).
Różne usługi mogą używać tego samego numeru portów, pod warunkiem że korzystają z innego protokołu (TCP lub UDP), chociaż istnieją także usługi korzystające jednocześnie z jednego numeru portu i obu protokołów. Przykładem takiej usługi jest DNS – korzysta z portu 53 za pomocą TCP i UDP jednocześnie. Zdarza się także, że jedna usługa może korzystać z dwóch różnych portów używanych do innych zadań, jak to jest w przypadku FTP czy SNMP.
Poszczególne numery portów przydzielone są przez IANA. Numer portu protokołu jest jednym z parametrów gniazda.

## Standardowe usługi
| Port        | Protokół                                                                      |
| ----------- | ----------------------------------------------------------------------------- |
| 20          | FTP – przesyłanie i odbieranie plików                                         |
| 21          | FTP – przesyłanie poleceń                                                     |
| 22          | SSH                                                                           |
| 23          | Telnet                                                                        |
| 25          | SMTP                                                                          |
| 53          | DNS                                                                           |
| 67          | DHCP – serwer                                                                 |
| 68          | DHCP – klient                                                                 |
| 69          | TFTP                                                                          |
| 70          | Gopher                                                                        |
| 79          | Finger                                                                        |
| 80          | HTTP, dodatkowe serwery, np. proxy, są najczęściej umieszczane na porcie 8080 |
| 110         | POP3                                                                          |
| 119         | NNTP                                                                          |
| 143         | IMAP                                                                          |
| 161         | SNMP                                                                          |
| 220         | IMAP3                                                                         |
| 389         | LDAP                                                                          |
| 443         | HTTPS (HTTP na SSL)                                                           |
| 514         | Syslog                                                                        |
| 636         | LDAPS (LDAP na SSL)                                                           |
| 873         | Rsync                                                                         |
| 995         | POP3S (POP3 na SSL)                                                           |
| 3306        | MySQL                                                                         |
| 3389        | RDP (Remote Desktop Connection)                                               |
| 5222        | XMPP – dla serwera sieci Jabber                                               |
| 5432        | PostgreSQL                                                                    |
| 6000 – 6007 | X11                                                                           |
| 6661 – 6668 | IRC                                                                           |
| 25565       | domyślny port serwera gry Minecraft                                           |

W systemach uniksopodobnych lista portów i nazw odpowiadających im usług znajduje się w pliku /etc/services.